# 대한민국의 헌법재판소 재판관
대한민국의 헌법재판소 재판관(憲法裁判所 裁判官, 영어: Justice of the Constitutional Court of Korea, Constitutional Court Justice)은 대한민국 헌법 제111조 제2항에 따라 대한민국 헌법재판소를 구성하는 9인의 재판관이다. 헌법재판소법 제15조에 의하여 대한민국의 대법관과 같은 장관급 정무직공무원의 대우를 받는다.

## 역사

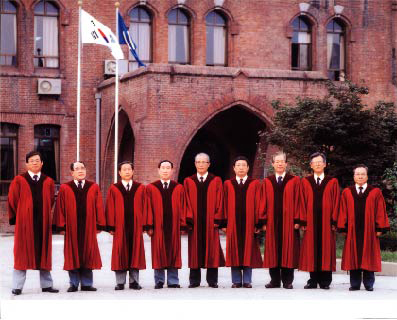
초대 헌법재판소 재판관 9명(조규광, 최광률, 김양균, 한병채, 변정수, 김진우, 이성렬, 이시윤, 김문희, 황도연)의 모습을 구 을지로청사에서 촬영한 사진

1988년 헌법재판소 창립 당시에 재판관 9인은 3인의 상임재판관과 6인의 비상임재판관으로 나뉘어 있었다. 이는 헌법재판소의 전신 격인 헌법위원회가 9명의 위원 중 1명만을 상임으로 하고 나머지를 비상임으로 하는 전례에 영향을 받은 것이다. 그러나 헌법위원회의 위원이 대부분 비상임 명예직이라는 사실은 헌법위원회의 헌법재판 기능을 형해화하는 원인 중의 하나였고, 헌법상의 근거 없이 재판관직을 상임과 비상임으로 나눌 이유도 분명하지 않았으므로, 헌법재판소 창립 전부터 야당과 학계는 재판관 전원을 상임으로 해야한다는 의견을 개진해왔다. 3년이 지나 이와 같은 의견이 최종적으로 받아들여진 끝에, 1991년 헌법재판소법이 개정되면서 재판관 9명은 상임·비상임의 구분 없이 모두 재판관으로 통일되었다.

## 임명
헌법재판소 재판관의 정원은 헌법 제111조 제2항에 따라 9인으로 정해져 있으며 모두 대통령에 의해 임명된다. 단, 같은 조 제3항에 따라 9인 중 3인은 국회에서 선출하는 자를, 3인은 대법원장이 지명하는 자를 임명한다. 임명과정에는 국회의 동의가 별도로 필요한 것은 아니나, 헌법재판소법 제6조 제2항에 따라 임명 전에 인사청문회를 거쳐야 한다. 한편, 대법원장은 재판관 후보자를 지명하기 전에 국회에 인사청문회를 요청해야 한다.

### 국회에서의 재판관 후보자 선출
헌법 제111조 제3항은 재판관 9인 중 3인의 후보자를 국회에서 선출(選出)하도록 정하고 있는데, 대한민국 국회는 각 후보자를 선출함에 있어 단순 표결에 의하지 않고 정당들이 각자 후보자를 추천한 뒤 이를 일괄적으로 표결하는 형태의 관행을 택해왔다.
1988년에는 여당, 제1야당, 제2야당이 각각 1인의 후보자를 추천하였고, 1994년에는 여당이 2인의 후보자를, 제1야당이 1인의 후보자를 추천하였는데, 여당이 의회 다수당인 경우 헌법재판소의 정부 및 여권에 대한 견제기능이 약화될 우려를 반영하여 2000년부터 2012년까지 약 10년에 걸쳐 여당, 제1야당이 각각 1인의 후보자를 추천하고 그 외의 1인은 여당과 제1야당이 합의하여 추천한 뒤 각 후보자의 선출안을 일괄 표결하는 관행이 유지되어왔다. 2012년까지 이어져 온 관행은 군소야당의 견해가 반영되지 않는다는 단점이 있었음에도 그 세력이 크지 않아 별다른 문제가 되지 않았는데, 2018년 제20대 국회에서 바른미래당이 규모 있는 제2야당으로 등장하며 변화를 겪게 된다. 바른미래당은 1988년의 전례처럼 제2야당으로서의 독자적인 후보자 추천권을 요구하였고, 이 주장이 받아들여지면서 종래 여야합의 몫으로 추천을 받아 임명되었던 강일원 재판관의 후임 후보자를 바른미래당이 단독으로 추천하게 되었다. 이에 따라 바른미래당은 강일원 재판관의 후임으로 이영진 당시 서울고등법원 부장판사를 추천하였고, 그의 선출안은 당시 여당 더불어민주당이 추천한 김기영 후보자, 제1야당 자유한국당이 추천한 이종석 후보자의 선출안과 같은 날 의결되었다.

## 자격 및 결격요건
헌법재판소법 제5조 제1항에 따르면, 헌법재판소 재판관은 다음에 해당하는 직에 15년 이상 있었던 40세 이상의 자들 중에 임명한다.
- 판사, 검사, 변호사
- 변호사 자격이 있는 사람으로서 국가기관, 국영ㆍ공영 기업체, 「공공기관의 운영에 관한 법률」 제4조에 따른 공공기관 또는 그 밖의 법인에서 법률에 관한 사무에 종사한 사람
- 변호사 자격이 있는 사람으로서 공인된 대학의 법률학 조교수 이상의 직에 있던 사람

한편, 2020년 개정된 헌법재판소법 제5조 제2항에 따른 재판관의 결격요건은 다음과 같다.
- 다른 법령에 따라 공무원으로 임용하지 못하는 사람
- 금고 이상의 형을 선고받은 사람
- 탄핵에 의하여 파면된 후 5년이 지나지 아니한 사람
- 「정당법」 제22조에 따른 정당의 당원 또는 당원의 신분을 상실한 날부터 3년이 경과되지 아니한 사람
- 「공직선거법」 제2조에 따른 선거에 후보자(예비후보자를 포함한다)로 등록한 날부터 5년이 경과되지 아니한 사람
- 「공직선거법」 제2조에 따른 대통령선거에서 후보자의 당선을 위하여 자문이나 고문의 역할을 한 날부터 3년이 경과되지 아니한 사람

## 임기와 의무 법적 지위 등
헌법 제112조 제1항에 따른 헌법재판소 재판관의 임기는 6년이며 연임할 수 있다. 연임한 사례로는 김진우 재판관 및 김문희 재판관이 있다. 정년은 헌법재판소법 제7조에 따라 70세로 정해져 있다. 사법권의 독립을 위한 신분보장의 차원에서, 헌법재판소 재판관은 헌법 제112조 제3항에 따라 탄핵이나 금고 이상의 형의 선고에 의하지 아니하고는 의사에 반하여 해임되지 아니한다. 한편으로 헌법재판소 재판관은 정당에 가입하거나 정치에 관여하지 아니하여야 하는 정치적 중립의무를 헌법 제112조 제2항에 따라 부담한다.

## 헌법재판소장과의 관계
헌법 제111조 제4항에 따라 헌법재판소장은 재판관 중에서 임명되고 별도로 임기에 대한 규정이 없으므로, 헌법재판소장직은 재판관 중 1명이 겸임하는 형태로 임명이 되고, 임기도 그 재판관으로서의 임기만을 다하게 된다. 예를 들어 제4대 이강국 헌법재판소장은 같은 날에 헌법재판소 재판관인 동시에 소장으로 임명되었으므로, 관보의 인사발령 통지에 재판관으로서의 임기와 소장으로서의 임기가 동일하게 기재되어 있다. 마찬가지로 헌법재판소 결정문은 헌법재판소법 제36조 제2항에 따라 그 말미에 관여한 재판관의 직위와 성명을 기재함에 있어 소장의 직과 재판관의 직을 구분하지 않고 모두 재판관으로 기재한다. 단, 소장은 같은 법 제22조 제2항에 따라 당연히 재판장이 되므로 그 사실이 함께 기재된다. 이에 따라 현직 재판관 중에서 소장이 임명되는 경우에는 소장으로서 받은 임명장에는 임기가 기재되어 있지 않다.

## 현직 헌법재판소 재판관 명단
| 구분         | 이름   | 취임일            | 임명   | 선출·지명           | 자격          | 출신 학교             |
| ------------ | ------ | ----------------- | ------ | ------------------- | ------------- | --------------------- |
| 헌법재판소장 | 김상환 | 2025년 7월 24일   | 이재명 | 이재명              | 사법시험 30회 | 보문고 / 서울대       |
| 헌법재판소장 | 김상환 | (2025년 7월 24일) | 이재명 | 이재명              | 사법시험 30회 | 보문고 / 서울대       |
| 헌법재판관   | 김형두 | 2023년 3월 31일   | 윤석열 | 대법원장 (김명수)   | 사법시험 29회 | 동암고 / 서울대       |
| 헌법재판관   | 정정미 | 2023년 4월 17일   | 윤석열 | 대법원장 (김명수)   | 사법시험 35회 | 남성여고 / 서울대     |
| 헌법재판관   | 정형식 | 2023년 12월 18일  | 윤석열 | 윤석열              | 사법시험 27회 | 서울고 / 서울대       |
| 헌법재판관   | 김복형 | 2024년 9월 21일   | 윤석열 | 대법원장 (조희대)   | 사법시험 34회 | 부산서여고 / 서울대   |
| 헌법재판관   | 조한창 | 2025년 1월 1일    | 최상목 | 국회 (국민의힘)     | 사법시험 28회 | 상문고 / 서울대       |
| 헌법재판관   | 정계선 | 2025년 1월 1일    | 최상목 | 국회 (더불어민주당) | 사법시험 37회 | 충주여고 / 서울대     |
| 헌법재판관   | 마은혁 | 2025년 4월 9일    | 한덕수 | 국회 (더불어민주당) | 사법시험 39회 | 서울사대부고 / 서울대 |
| 헌법재판관   | 오영준 | 2025년 7월 24일   | 이재명 | 이재명              | 사법시험 33회 | 서울고 / 서울대       |

## 역대 헌법재판소 재판관 명단
| 이름   | 임기                      | 임명   | 선출·지명             | 자격               | 기타              |
| ------ | ------------------------- | ------ | --------------------- | ------------------ | ----------------- |
| 조규광 | 1988년 9월~1994년 9월     | 노태우 | 노태우                | 조선변호사시험 3회 | 초대 헌법재판소장 |
| 조규광 | (1988년 9월~1994년 9월)   | 노태우 | 노태우                | 조선변호사시험 3회 | 초대 헌법재판소장 |
| 최광률 | 1988년 9월~1994년 9월     | 노태우 | 노태우                | 고등고시 10회      |                   |
| 김양균 | 1988년 9월~1994년 9월     | 노태우 | 노태우                | 고등고시 11회      |                   |
| 한병채 | 1988년 9월~1994년 9월     | 노태우 | 국회 (민주정의당)     | 고등고시 10회      |                   |
| 변정수 | 1988년 9월~1994년 9월     | 노태우 | 국회 (평화민주당)     | 고등고시 8회       |                   |
| 김진우 | 1988년 9월~1994년 9월     | 노태우 | 국회 (통일민주당)     | 고등고시 7회       |                   |
| 이성렬 | 1988년 9월~1991년 8월     | 노태우 | 대법원장 (이일규)     | 고등고시 5회       |                   |
| 이시윤 | 1988년 9월~1993년 12월    | 노태우 | 대법원장 (이일규)     | 고등고시 10회      |                   |
| 김문희 | 1988년 9월~1994년 9월     | 노태우 | 대법원장 (이일규)     | 고등고시 10회      |                   |
| 황도연 | 1991년 8월~1997년 8월     | 노태우 | 대법원장 (김덕주)     | 고등고시 10회      |                   |
| 이재화 | 1993년 12월~1999년 12월   | 김영삼 | 대법원장 (윤관)       | 고등고시 14회      |                   |
| 김용준 | 1994년 9월~2000년 9월     | 김영삼 | 김영삼                | 고등고시 9회       | 2대 헌법재판소장  |
| 김용준 | (1994년 9월~2000년 9월)   | 김영삼 | 김영삼                | 고등고시 9회       | 2대 헌법재판소장  |
| 김진우 | 1994년 9월~1997년 1월     | 김영삼 | 김영삼                | 고등고시 7회       |                   |
| 정경식 | 1994년 9월~2000년 9월     | 김영삼 | 김영삼                | 사법시험 1회       |                   |
| 김문희 | 1994년 9월~2000년 9월     | 김영삼 | 국회 (민주자유당)     | 고등고시 10회      |                   |
| 조승형 | 1994년 9월~1999년 9월     | 김영삼 | 국회 (민주당)         | 고등고시 10회      |                   |
| 신창언 | 1994년 9월~2000년 9월     | 김영삼 | 국회 (민주자유당)     | 사법시험 3회       |                   |
| 고중석 | 1994년 9월~2000년 9월     | 김영삼 | 대법원장 (윤관)       | 고등고시 14회      |                   |
| 이영모 | 1997년 1월~2001년 3월     | 김영삼 | 김영삼                | 고등고시 13회      |                   |
| 한대현 | 1997년 8월~2003년 8월     | 김영삼 | 대법원장 (윤관)       | 고등고시 15회      |                   |
| 하경철 | 1999년 9월~2004년 1월     | 김대중 | 국회 (새정치국민회의) | 고등고시 12회      |                   |
| 김영일 | 1999년 12월~2005년 3월    | 김대중 | 대법원장 (최종영)     | 사법시험 5회       |                   |
| 윤영철 | 2000년 9월~2006년 9월     | 김대중 | 김대중                | 고등고시 11회      | 3대 헌법재판소장  |
| 윤영철 | (2000년 9월~2006년 9월)   | 김대중 | 김대중                | 고등고시 11회      | 3대 헌법재판소장  |
| 송인준 | 2000년 9월~2006년 9월     | 김대중 | 김대중                | 사법시험 10회      |                   |
| 권성   | 2000년 9월~2006년 8월     | 김대중 | 국회 (한나라당)       | 사법시험 8회       |                   |
| 김효종 | 2000년 9월~2006년 9월     | 김대중 | 국회 (여야 합의)      | 사법시험 8회       |                   |
| 김경일 | 2000년 9월~2006년 9월     | 김대중 | 대법원장 (최종영)     | 사법시험 8회       |                   |
| 주선회 | 2001년 3월~2007년 3월     | 김대중 | 김대중                | 사법시험 10회      |                   |
| 전효숙 | 2003년 8월~2003년 8월     | 노무현 | 대법원장 (최종영)     | 사법시험 17회      |                   |
| 이상경 | 2004년 2월~2005년 6월     | 노무현 | 국회 (새천년민주당)   | 사법시험 10회      |                   |
| 이공현 | 2005년 3월~2011년 3월     | 노무현 | 대법원장 (최종영)     | 사법시험 13회      |                   |
| 조대현 | 2005년 7월~2011년 7월     | 노무현 | 국회 (열린우리당)     | 사법시험 17회      |                   |
| 김희옥 | 2006년 9월~2010년 12월    | 노무현 | 노무현                | 사법시험 18회      |                   |
| 이동흡 | 2006년 9월~2012년 9월     | 노무현 | 국회 (한나라당)       | 사법시험 15회      |                   |
| 목영준 | 2006년 9월~2012년 9월     | 노무현 | 국회 (여야 합의)      | 사법시험 19회      |                   |
| 김종대 | 2006년 9월~2012년 9월     | 노무현 | 대법원장 (이용훈)     | 사법시험 17회      |                   |
| 민형기 | 2006년 9월~2012년 9월     | 노무현 | 대법원장 (이용훈)     | 사법시험 16회      |                   |
| 이강국 | 2007년 1월~2013년 1월     | 노무현 | 노무현                | 사법시험 8회       | 4대 헌법재판소장  |
| 이강국 | (2007년 1월~2013년 1월)   | 노무현 | 노무현                | 사법시험 8회       | 4대 헌법재판소장  |
| 송두환 | 2007년 3월~2013년 3월     | 노무현 | 노무현                | 사법시험 22회      |                   |
| 박한철 | 2011년 2월~2017년 1월     | 이명박 | 이명박                | 사법시험 23회      | 5대 헌법재판소장  |
| 박한철 | (2013년 4월~2017년 1월)   | 박근혜 | 박근혜                | 사법시험 23회      | 5대 헌법재판소장  |
| 안창호 | 2012년 9월~2018년 9월     | 이명박 | 국회 (새누리당)       | 사법시험 23회      |                   |
| 김이수 | 2012년 9월~2018년 9월     | 이명박 | 국회 (민주통합당)     | 사법시험 19회      |                   |
| 강일원 | 2012년 9월~2018년 9월     | 이명박 | 국회 (여야 합의)      | 사법시험 23회      |                   |
| 이정미 | 2011년 3월~2017년 3월     | 이명박 | 대법원장 (이용훈)     | 사법시험 26회      |                   |
| 이진성 | 2012년 9월~2018년 9월     | 이명박 | 대법원장 (양승태)     | 사법시험 19회      | 6대 헌법재판소장  |
| 이진성 | (2017년 11월~2018년 9월)  | 문재인 | 문재인                | 사법시험 19회      | 6대 헌법재판소장  |
| 김창종 | 2012년 9월~2018년 9월     | 이명박 | 대법원장 (양승태)     | 사법시험 22회      |                   |
| 조용호 | 2013년 4월~2019년 4월     | 박근혜 | 박근혜                | 사법시험 20회      |                   |
| 서기석 | 2013년 4월~2019년 4월     | 박근혜 | 박근혜                | 사법시험 21회      |                   |
| 이선애 | 2017년 3월~2023년 3월     | 황교안 | 대법원장 (양승태)     | 사법시험 31회      |                   |
| 유남석 | 2017년 11월~2023년 11월   | 문재인 | 문재인                | 사법시험 23회      | 7대 헌법재판소장  |
| 유남석 | (2018년 9월~2023년 11월)  | 문재인 | 문재인                | 사법시험 23회      | 7대 헌법재판소장  |
| 이석태 | 2018년 9월~2023년 4월     | 문재인 | 대법원장 (김명수)     | 사법시험 24회      |                   |
| 이은애 | 2018년 9월~2024년 9월     | 문재인 | 대법원장 (김명수)     | 사법시험 29회      |                   |
| 김기영 | 2018년 10월~2024년 10월   | 문재인 | 국회 (더불어민주당)   | 사법시험 32회      |                   |
| 이종석 | 2018년 10월~2024년 10월   | 문재인 | 국회 (자유한국당)     | 사법시험 25회      | 8대 헌법재판소장  |
| 이종석 | (2023년 11월~2024년 10월) | 윤석열 | 윤석열                | 사법시험 25회      | 8대 헌법재판소장  |
| 이영진 | 2018년 10월~2024년 10월   | 문재인 | 국회 (바른미래당)     | 사법시험 32회      |                   |
| 문형배 | 2019년 4월~2025년 4월     | 문재인 | 문재인                | 사법시험 28회      |                   |
| 이미선 | 2019년 4월~2025년 4월     | 문재인 | 문재인                | 사법시험 36회      |                   |
| 김형두 | 2023년 3월~               | 윤석열 | 대법원장 (김명수)     | 사법시험 29회      |                   |
| 정정미 | 2023년 4월~               | 윤석열 | 대법원장 (김명수)     | 사법시험 35회      |                   |
| 정형식 | 2023년 12월~              | 윤석열 | 윤석열                | 사법시험 27회      |                   |
| 김복형 | 2024년 9월~               | 윤석열 | 대법원장 (조희대)     | 사법시험 34회      |                   |
| 조한창 | 2025년 1월~               | 최상목 | 국회 (국민의힘)       | 사법시험 28회      |                   |
| 정계선 | 2025년 1월~               | 최상목 | 국회 (더불어민주당)   | 사법시험 37회      |                   |
| 마은혁 | 2025년 4월~               | 한덕수 | 국회 (더불어민주당)   | 사법시험 39회      |                   |
| 김상환 | 2025년 7월~               | 이재명 | 이재명                | 사법시험 30회      | 9대 헌법재판소장  |
| 김상환 | (2025년 7월~ )            | 이재명 | 이재명                | 사법시험 30회      | 9대 헌법재판소장  |
| 오영준 | 2025년 7월~               | 이재명 | 이재명                | 사법시험 33회      |                   |

## 같이 보기
- 대한민국 헌법재판소
- 대한민국의 헌법재판소장

### 내용주
1. ↑  새천년민주당, 한나라당
2. ↑  열린우리당, 한나라당
3. ↑  새누리당, 민주통합당